# سرهنگ کفیاتکوفسکی
سرهنگ کفیاتکوفسکی (لهستانی: Pułkownik Kwiatkowski) یک فیلم کمدی-درام لهستانی به کارگردانی کاژیمیش کوتز است که در سال ۱۹۹۶ منتشر شد.

## گزیدهٔ بازیگران
- مارک کندرات
- رناتا دانتسه‌ویچ
- زبیگنیف زاماخوفسکی
- آدام فرنتسی
- آرتور بارچیش
- کشیشتف گلوبیش
- یان پروخیرا
- کشیشتف گُشتیوا
- یاروسواف بوبرک
- پاوئو بورچیک
- پاوئو نوویش
- بارتوش اوپانیا
- دانوتا بورسوک
- ماریوش یاکوس
- آندژی شنایخ
- آندژی بلومنفلد
- آندژی ماستالش
- باربارا خوراویانکا
- ایوونا بیلسکا
- توماش ددک
- لخ دیبلیک
- آندژی گرابوفسکی
- پیوتر پولک
- ائوگنیوش پریویژینسف
- کشیشتف یانچار
- روبرت چبوتار
- میروسواف زبرویویچ
- وویچیخ زاگورسکی
- سزاری ژاک
- توماش شیمشاینر
- پاوئو کلشچ